# Konungarnas tillbedjan (Rubens)
Konungarnas tillbedjan kan avse flera oljemålningar av den flamländske barockkonstnären Peter Paul Rubens. Den mest monumentala versionen (349 x 488 cm) finns på Pradomuseet i Madrid. Den målades i två omgångar, först 1608–1609 och därefter 1628–1629. Andra versioner finns på Musée des Beaux-Arts de Lyon, King's College Chapel, Kungliga museet för sköna konster Antwerpen, Eremitaget, Louvren och Göteborgs konstmuseum.

## Bakgrund
Rubens var huvudsakligen verksam i Antwerpen där han 1609 utnämndes till hovmålare åt Albrekt VII av Österrike och Isabella Clara Eugenia av Spanien som var ståthållare i Spanska Nederländerna. Han var mycket framgångsrik och drev en produktiv ateljé där flera av tidens främst konstnärer var verksamma. 
Konungarnas tillbedjan var ett omtyckt motiv som Rubens och hans ateljé målade fler än 10 gånger. Det skildrar en episod ur Matteusevangeliet (2:1–12) som berättar om österländska stjärntydare som följde Betlehemsstjärnan till Betlehem där de fann Jesusbarnet och hans mor Jungfru Maria. De öppnade sina kistor och räckte fram gåvor: guld, rökelse och myrra. Stjärntydarna har i den kristna traditionen benämnts de tre vise männen eller heliga tre konungar. I den västliga traditionen har de också givits namnen Kaspar, Melker och Baltsar; den senare ofta avbildad som afrikan.

## Madridversionen
Rubens har avbildat den heliga familjen längst till vänster i en nattlig scen. Den knäböjande Kasper syns framför Melker och Baltsar. Till höger skildras en man i vinröd sammetskappa som tros vara ett självporträtt av konstnären. Med starka och klara färger har Rubens skapat en bild med tät stämning. 
Målningen utfördes i två steg; dess ursprungliga bildkomposition framgår av en skiss som tillhör Groninger Museum. Den beställdes 1608 och var avsedd för Antwerpens stadshus där den hängdes upp 1609. Redan 1613 fördes den till Spanien av Rodrigo Calderón(en) (porträtterad av Rubens cirka 1612–1615). När denna hamnade i onåd tillföll tavlan Filip IV av Spanien som 1623 placerade den i Real Alcázar de Madrid. Där återsåg Rubens tavlan i samband med att han 1628–1629 befann sig i Madrid på ett diplomatiskt uppdrag. Han bestämde sig då för att göra om målningen och framförallt utöka den upp till och mot höger, bland annat tillkom vid detta tillfälle självporträttet.

## Paris- och Göteborgsversionerna
Paris- och Göteborgsversionen är kopior. Den förra dateras till 1626–1627 och beställdes för Annunciatenklooster(nl) i Bryssel av Barbara Peckius som 1625 begravt sin make kanslern Petrus Peckius(en) där. Klostret sålde altartavlan trots lokala prostester 1777 till Ludvig XVI av Frankrike.
Göteborgsversionen dateras till slutet av 1620-talet och var ett beställningsverk till en okänd kyrka. Den anses hålla lägre kvalitet, vara ett verkstadsarbete och en replik av Parisversionen. Bland tidigare ägare märks hertigen av Marlborough som till 1886 förvarade den på Blenheim Palace. Den donerades till museet av Gustaf Werner 1934.

## Relaterade målningar
| Version | År              | Samling                                      | Teknik           | Storlek (cm) | Anmärkning |
| ------- | --------------- | -------------------------------------------- | ---------------- | ------------ | --- |
|         | 1609            | Groninger Museum, Groningen                  | olja på träpannå | 55 x 77      | Skiss till Madridversionen.                                                                                                |
|         | 1617            | S:t Johanneskyrkan, Mechelen(nl), Flandern   | olja på träpannå | 318 × 276    | |
|         | cirka 1617–1618 | Musée des Beaux-Arts, Lyon                   | olja på duk      | 251 x 328    | |
|         | cirka 1618–1620 | Kungliga museet för sköna konster, Bryssel   | olja på duk      | 384 × 280    | |
|         | cirka 1620      | Eremitaget, Sankt Petersburg                 | olja på duk      | 235 x 277,5  | |
|         | cirka 1624–1625 | Kungliga museet för sköna konster, Antwerpen | olja på pannå    | 447 × 336    | Beställd för Sankt Mikaelsklostret(en) i Antwerpen av dess abbot som Ruben också målade i Porträtt av Matthaeus Yrsselius. |
|         | cirka 1926–1927 | Louvren, Paris                               | olja på duk      | 283 x 219    | |
|         | 1620-talet      | Göteborgs konstmuseum                        | olja på duk      | 255 × 213    | Gåva till museet av Gustaf Werner 1934. Replik av Parisversionen.                                                          |
|         | 1609, 1628–1629 | Pradomuseet, Madrid                          | olja på duk      | 349 x 488    | En skiss ingår i samlingarna på Groninger Museum.                                                                          |
|         | cirka 1633–1634 | King's College Chapel, Cambridge             | olja på duk      | 328 x 247    | En skiss ingår i samlingarna på Wallace Collection.                                                                        |